# Jackalope

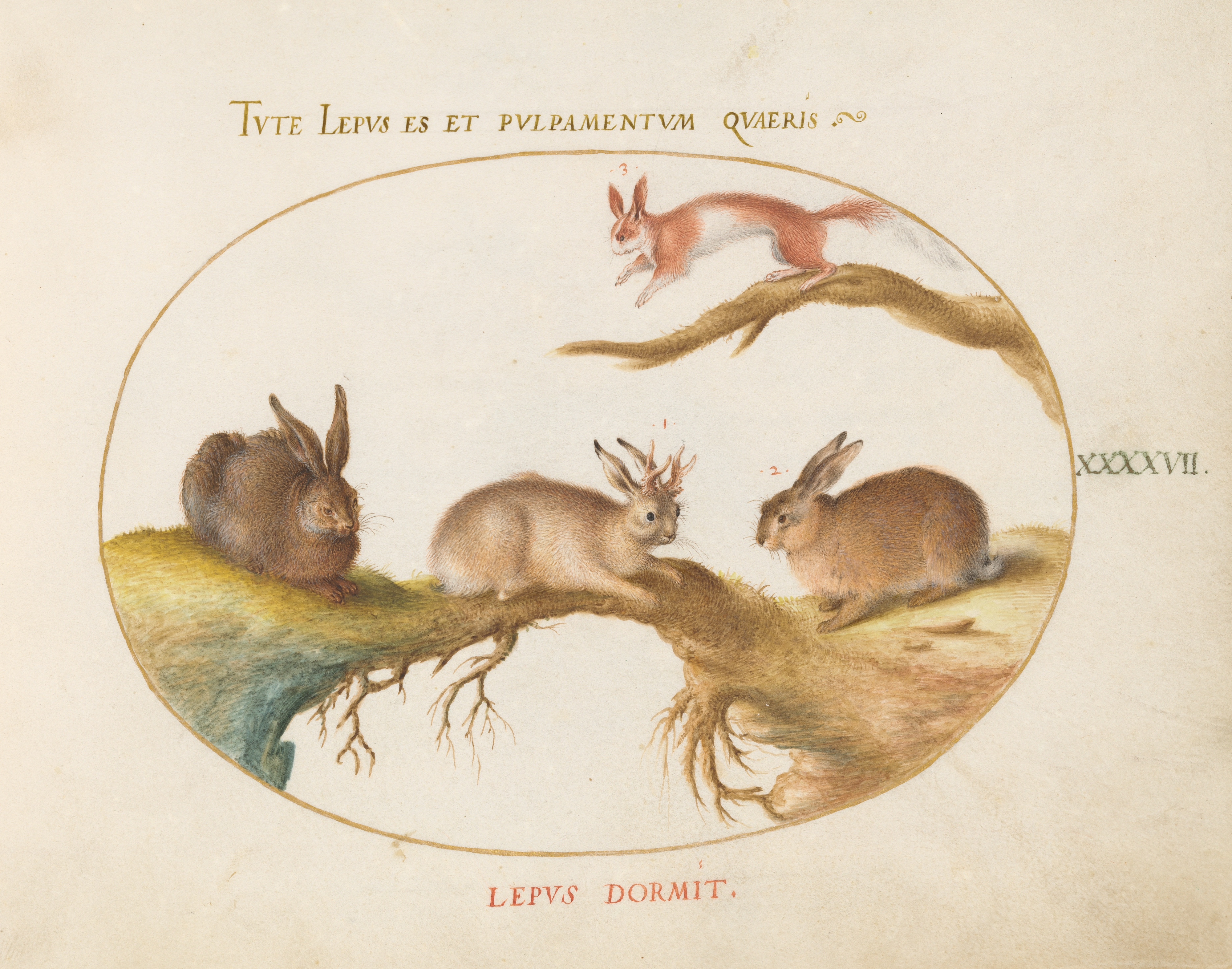
Una "lepre cornuta" raffigurata in Animalia Qvadrvpedia et Reptilia (Terra) di Joris Hoefnagel.

Il jackalope, o lepre cornuta (horned hare), è un animale immaginario del folclore statunitense, abitualmente rappresentato come una lepre dotata di corna. Il suo nome è una parola macedonia fra jackrabbit ("lepre") e antelope ("antilocapra", letteralmente "antilope").

## Storia
La leggenda vuole questa creatura molto schiva e difficile da osservare, tanto che non è mai stato possibile catturarne un esemplare vivo. Riuscirebbe ad imitare perfettamente la voce umana, e i cowboy avrebbero spesso sentito, la sera, attorno al fuoco, i loro canti riprodotti fedelmente da una voce nei dintorni.
I trofei di (false) teste di jackalope abbondano negli USA: Ronald Reagan stesso ne possedeva uno nel suo ranch e amava dire di aver personalmente abbattuto l'animale. Negli anni 1930 vennero vendute anche delle cartoline raffiguranti dei jackalope.

## Origini della leggenda

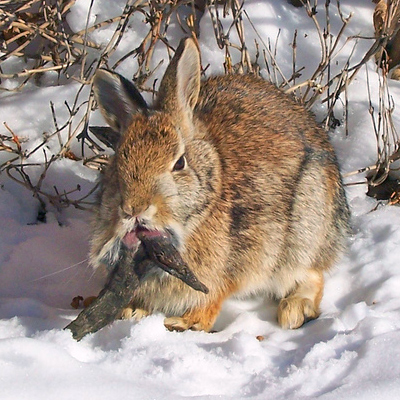
Un coniglio affetto da papillomavirus

Lepri cornute, come il "rasselbock" e il "wolpertinger", facevano già parte da molto tempo dell'immaginario tedesco e austriaco: il jackalope venne quindi probabilmente importato negli Stati uniti da immigrati venuti dall'Europa centrale.
È probabile che i "jackalope" avvistati siano stati in realtà lepri malate di papillomavirus, che provoca delle protuberanze sul corpo dell'animale, talvolta in forma di corni sulla testa.